# The Way Back
The Way Back är en amerikansk krigsdramafilm från 2010 regisserad av Peter Weir. Manuset bygger på boken The Long Walk (svenska: Flykten från Stalins läger) skriven av den polske krigsfången Sławomir Rawicz. Filmen handlar om en grupp fångar som flyr från ett Gulagläger i Sibirien, Ryssland. Filmen spelades in i Marocko, Bulgarien och Indien.

## Handling
Filmen handlar om en grupp fångar i ett av Sovjetunionens läger i Sibirien, som lyckas med att fly. Historien följer sedan deras långa vandring.
Filmen börjar med att Janusz, en polsk krigsfånge, förhörs av en sovjetisk officer. Janusz vägrar att erkänna sin skuld. Hans fru förs in i rummet och tvingas att göra ett uttalande som fördömer Janusz. Janusz döms till 20 år i Gulag i Sibirien.
På lägret i Sibirien möter han amerikanen Smith, skådespelaren Khabarov, en härdad rysk kriminell vid namn Valka, Tomasz, som lever på att skissa erotiska teckningar i utbyte mot mat och kläder, Kazik, en polack som lider av nattblindhet, Voss, en lettisk präst, och Zoran, en jugoslavisk revisor. Khabarov anförtror till Janusz att han har en plan för att fly. Khabarovs föreslagna rutt är söderut till Mongoliet, förbi Bajkalsjön. Mr Smith menar att Khabarov fantiserar om sin önskan att fly för att förbättra sin egen moral, och att det enligt hans åsikt är omöjligt att fly.
Under en svår snöstorm, beslutar Janusz att genomföra planen. Herr Smith, Valka, Zoran, Voss, Tomasz och Kazik flyr med honom. På den första natten medan letar efter ved, blir Kazik förlorad och fryser ihjäl. Han blir begravd men gruppen firar det faktum att han dog som en fri man.
Med Janusz i spetsen som navigatör, lyckas de framgångsrikt med den första delen av sin resa genom snön i Sibirien.
När de når Bajkalsjön stöter de på en flicka, Irena, som berättar för dem att hon rymt från en kollektivgård utanför Warszawa efter att hennes föräldrar mördats av ryska soldater. Smith upptäcker att detta inte kan vara sant, då ryssarna inte hade nått Warszawa vid den tiden och staden var faktiskt under tysk kontroll, men han förstår att flickan försökte göra upp en historia för att dölja en mer tragisk erfarenhet och förlåter henne.
Så småningom når de den rysk/mongoliska gränsen men Valka bestämmer sig för att stanna i Ryssland, för trots sin fängelsevistelse, ser han fortfarande Ryssland som sitt hemland, och Stalin som en hjälte.
Gruppen fortsätter till Ulaanbaatar men när Irena ser bilder av Josef Stalin och en röd stjärna, vilket innebär att Mongoliet är nu en kommunistisk stat, och de kommer inte vara säkra där, beslutar de att det närmaste säkra plats är Indien och vidare söderut, men för att komma dit måste de gå över Gobiöknen.
När de korsar öknen, blir de alltmer uttorkade, men snart upptäcker de en brunn. De bunkrar upp med så mycket vatten som de kan bära och fortsätter, men efter sandstorm förlorar de en del av vattnet. Under färden genom öknen blir gruppen allt svagare och blåsor och solsting plågar dem. Irena kollapsar upprepade gånger och dör så småningom.
De återstående fem fortsätta gå tills Tomasz dör och Smith förlorar viljan att leva. På kvällen, medan Zoran och Voss fortsätter, stannar Janusz kvar med den till synes döende Smith. Smith berättar för Janusz att han inte kan övervinna den skuld av att ta sin son till Ryssland. Janusz förklarar att han motiveras av en önskan att se sin fru igen så att han kan förlåta henne och hon kan därmed förlåta sig själv. Smith återförenas med gruppen och nästa dag de hittar en liten ström av vatten som räddar dem från uttorkning.
En sherpa vägleder dem till ett buddhistiskt kloster. De återfår sin styrka, men får höra av munkarna att Indien inte kan säkert nås förrän till våren. Smith beslutar att fortsätta till Lhasa där det finns en amerikansk militärposition som gör det möjligt för honom att återvända till USA.
Trots varningen om oförutsägbar snö som gör resan svår, fortsätter de över Himalaya tills de når den indiska gränsen, där de får ett varmt välkomnande av lokalbefolkningen.
Filmen slutar med att Janusz återvänder hem till sin hustru 1989. Detta följs av ett montage av ett kommunistiskt styre i Polen och dess eventuella störtande. Den sista scenen visar Janusz och hans fru som återförenas.

## Rollista
- Jim Sturgess som Janusz, en ung polsk fånge.
- Colin Farrell som Valka, en tuff rysk fånge.
- Ed Harris som Mr. Smith, en amerikan.
- Saoirse Ronan som Irena, en föräldralös, tonårig polsk flicka på flykt från Sovjetunionen som de möter nära en sjö.
- Mark Strongsom Khabarov.
- Dragoş Bucur som Zoran.
- Gustaf Skarsgård som Voss.
- Sebastian Urzendowsky som Kazik, en ung polsk fånge.

## Utmärkelser
Filmen blev Oscarnominerad för bästa smink till Oscarsgalan 2011.